# Vénus de Cyrène
La Vénus de Cyrène est une statue de marbre de l'Antiquité représentant une Vénus anadyomène. Elle a été découverte dans les ruines de la cité antique de Cyrène en Cyrénaïque, au nord-est de la Libye le 28 décembre 1913. La statue a longtemps été exposée à Rome jusqu'à ce que l'Italie accepte de la restituer à la Libye le 30 août 2008.

## Description
Cette statue de marbre reproduit le thème de la Vénus sortie des eaux, une représentation issue de  de la mythologie gréco-romaine. La tête n'a pas été retrouvée. 
La déesse émerge de la mer tout en rassemblant sa chevelure, dont on distingue un mèche sur son bras gauche. Certaines caractéristiques, les lignes du dos et du torse, l'étroitesse du bassin, évoquent un style archaïsant, cependant, le rendu de la chair, le contour de l'abdomen, le jeu des ombre et du drapé, font plutôt penser à un art plus évolué et récent datant de la période antonine. 

## Histoire

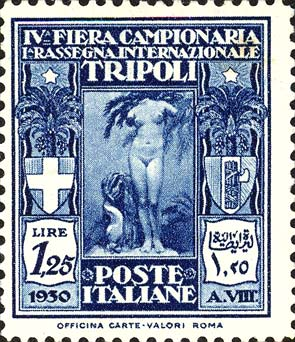
Représentation de la Vénus de Cyrène sur un timbre italien de 1930 (par Aleardo Terzi).

L'Italie livre, à partir de 1911, une guerre aux Ottomans pour le contrôle de la Libye, un conflit qui s'achève en 1912 par une victoire italienne. Les autorités italiennes portent une grande attention à l'héritage de l'antiquité gréco-romaine de leur nouvelle colonie, de manière à justifier et asseoir leurs prétentions politiques. 
La Vénus est découverte fortuitement le 28 décembre 1913 par la garnison italienne de Cyrène à la suite de pluies diluviennes qui s'abattent sur la région et font s'effondrer un mur de la cité antique. Les intempéries révèlent ainsi la Vénus dans les thermes de Trajan,. En 1915, la statue est transportée par bateau en Italie pour y être conservée et est exposée au musée des Thermes de Dioclétien (musée national romain). La Libye devient indépendante en 1951 et réclame le retour de la statue dès 1989. Les deux pays signent un accord pour la restitution de la statue en 2000 et le ministère italien de la culture signe un décret en se sens. Cependant, une ONG attaque le ministère devant le tribunal administratif pour obtenir l'annulation de la décision en 2002 mais le tribunal rejette la demande en 2007. Le 30 août 2008, au cours d'une cérémonie officielle à Tripoli, la capitale libyenne, Silvio Berlusconi, chef de l'exécutif italien, restitue à son homologue, Mouammar Kadhafi la Vénus de Cyrène,.
Contrairement à certaines rumeurs, l'œuvre n'a pas disparu pendant la crise libyenne (2011-2020) la période de forte instabilité qui a suivi la chute du régime Kadhafi. Elle est conservée dans le Musée de Cyrène (en).